# 조르즈 히베이루
조르즈 미겔 드 올리베이라 히베이루(포르투갈어: Jorge Miguel de Oliveira Ribeiro, 1981년 11월 9일, 리스보아 지방 리스본 ~)는 포르투갈의 전직 프로 축구 선수이다. 주로 좌측 수비수로 활약한 그는 안쪽 측면 수비수나 미드필더도 맡을 수 있었다.
그는 6개 구단 소속으로 총 118번의 프리메이라리가 경기에 출전해 15골을 기록했는데, 벤피카에 2번 몸담았고, 리가프로에서 185번도 같은 수의 구단 소속으로 185번의 경기에 출전했다. 그 외에도, 그는 러시아의 디나모 모스크바와 스페인의 두 구단을 거치기도 했다.
히베이루는 포르투갈 청소년 국가대표팀 경기에 30번 출전했고, 자국을 대표로 유로 2008에 참가했다.

## 클럽 경력

### 초기 경력
리스본 출신인 히베이루는 벤피카 유소년부를 졸업했다. 2002년, 그는 후이 바이앙, 그리고 페파와 함께 프리메이라리가의 바르징으로 이적했다. 2005년 1월, 질 비센트에서 무단 결석으로 구단을 분노케 하면서, 그는 러시아 프리미어리그의 디나모 모스크바로 이적했다. 적응하지 못한 그는 딱 1년 만에 떠나 라 리가의 말라가에서 시즌 말까지 활약했는데, 시즌은 강등으로 끝났다.
2007년 1월, 히베이루는 러시아에서 아베스로 임대되며 포르투갈 무대에 복귀했다. 2월 4일, 그는 0-1로 패한 브라가와의 원정 경기에서 포르투갈 무대 복귀전을 치렀지만, 소속 구단은 시즌 끝에 또다시 강등되었다. 그는 7월에 보아비스타로 이적했고, 1부 리그에서 두각을 나타냈는데, 포르투 연고 구단에서 보낸 딱 1시즌에 8골을 기록했고, 대부분 프리킥 골이었다.

### 벤피카 복귀
2008년 7월 24일, 히베이루는 4월 합의에 따라 벤피카로 복귀하게 되었다. 9월 22일, 4-3으로 이긴 파수스 드 페헤이라전에서 첫 골을 성공시킨 후, 그는 브라질의 레오를 제치고 주전 좌측 수비수를 맡아다.
그러나, 히베이루는 다비드 루이스에게 입지를 잃었고, 이후 전력 외로 밀려났다. 2009-10 시즌, 벤피카가 리그와 리그컵을 우승할 당시 한 경기도 출전하지 못했고, 대게 따로 훈련 받으며 타 구단으로 이적하기 보다는 고액의 이적료를 꼬박꼬박 받았다.
2011년 8월 16일, 비토리아 기마랑이스로 5개월 임대된 후, 히베이루는 그라나다로 자유이적했다. 그는 안달루시아 연고 구단 소속으로 딱 1경기 출전했는데, 그 경기는 레알 소시에다드와의 코파 델 레이 32강전 경기로, 적지에서 1-4로 완패했다. 겨울 이적시장 중에 등번호 16번을 빼앗겼고, 2012년 2월 17일에 구단에서 쫓겨났다.

### 이후 행보
2013년 여름, 1년도 넘게 활동하지 않던 히베이루는 올랴넨스와 1년 계약을 맺어 현역으로 복귀했지만, 1달도 되지 않아 시즌도 개막하지 않은 가운데 방출되었다. 그는 이후 아베스로 복귀했고, 떠나기 전까지 주전으로 활동했다.
히베이루는 2015년 7월에 리가프로의 아틀레티쿠와 계약했다. 시즌 후 소속 구단이 3부 리그로 강등되면서, 그는 같은 리그의 파렌스로 이적했다. 2년차에 30경기에 출전해 6골을 기록하면서, 그는 2019년 6월 30일까지 계약을 연장했다.
2019년 7월, 37세의 히베이루는 고향의 갓 2부 리그로 승격한 카사 피아에 입단했다. 그와 주앙 코이투 주장은 이듬해 2월에 계약을 해지했다. 히베이루는 히카르두 페르스 신임 감독과 불화로 떠났고, 가족을 이유로 브라질 제의를 거절하고 은퇴했다.

## 국가대표팀 경력
히베이루는 2002년 11월에 스코틀랜드전에서 포르투갈 국가대표팀 신고식을 치렀다. 그는 포르투갈 U-23 국가대표팀 일원으로 그리스에서 열린 2004년 하계 올림픽에 참가했지만 조별 리그를 넘지 못하고 탈락했다.
히베이루는 2004년 10월에 2-2로 비긴 리히텐슈타인전까지 추가로 뛴 성인 국가대표팀 경기가 없었다. 또다시 2년 동안 국가대표팀 활동을 하지 못했던 그는 아제르바이잔과 카자흐스탄과 각각 10월 13일과 10월 17일에 열린 유로 2008 예선전을 앞두고 우측 수비수 조제 보싱와의 대체자로 차출되었다.
8경기에 출전한 히베이루는 오스트리아와 스위스에서 열리는 대회 본선 선수 명단에 이름을 올렸지만, 그의 형 마니시는 명단에 오르지 못했다. 그는 스위스와의 조별 리그 최종전에서 교체로 출전했는데, 결과는 0-2 패배였고, 이 경기는 그의 마지막 국가대표팀 경기였다.

## 사생활
조르즈의 형, 누누도 축구 선수였다. 그도 미드필더였고, 벤피카, 포르투, 그리고 첼시를 거쳤고, 두 형제는 디나모 모스크바에서 한배를 탔다.

## 경력 통계

### 클럽
2017년 4월 2일 기준
| 구단                       | 시즌      | 리그 | 리그 | 컵   | 컵 | 리그컵 | 리그컵 | 유럽 | 유럽 | 합계 | 합계 |
| 구단                       | 시즌      | 출장 | 골   | 출장 | 골 | 출장   | 골     | 출장 | 골   | 출장 | 골   |
| -------------------------- | --------- | ---- | ---- | ---- | -- | ------ | ------ | ---- | ---- | ---- | ---- |
| 벤피카 B                   | 1999–00   | 8    | 0    | —    | —  | —      | —      | —    | —    | 8    | 0    |
| 벤피카 B                   | 2000–01   | 16   | 2    | —    | —  | —      | —      | —    | —    | 16   | 2    |
| 벤피카 B                   | 2001–02   | 22   | 5    | —    | —  | —      | —      | —    | —    | 22   | 5    |
| 벤피카 B                   | 합계      | 46   | 7    | —    | —  | —      | —      | —    | —    | 46   | 7    |
| 벤피카                     | 1999–00   | 1    | 0    | 1    | 0  | —      | —      | 0    | 0    | 2    | 0    |
| 벤피카                     | 2000–01   | 0    | 0    | 0    | 0  | —      | —      | 0    | 0    | 0    | 0    |
| 벤피카                     | 2001–02   | 4    | 0    | 1    | 0  | —      | —      | —    | —    | 5    | 0    |
| 벤피카                     | 합계      | 5    | 0    | 2    | 0  | —      | —      | 0    | 0    | 7    | 0    |
| 산타 클라라 (임대)         | 2000–01   | 3    | 0    | 0    | 0  | —      | —      | —    | —    | 3    | 0    |
| 바르징                     | 2002–03   | 30   | 2    | 2    | 0  | —      | —      | —    | —    | 32   | 2    |
| 바르징                     | 2003–04   | 23   | 2    | 1    | 0  | —      | —      | —    | —    | 24   | 2    |
| 바르징                     | 합계      | 53   | 4    | 3    | 0  | —      | —      | —    | —    | 56   | 4    |
| 질 비센트 (임대)           | 2004–05   | 14   | 0    | 1    | 0  | —      | —      | —    | —    | 15   | 0    |
| 디나모 모스크바            | 2005      | 27   | 4    | 2    | 0  | —      | —      | —    | —    | 29   | 4    |
| 말라가 (임대)              | 2005–06   | 5    | 0    | 0    | 0  | —      | —      | —    | —    | 5    | 0    |
| 아베스 (임대)              | 2006–07   | 14   | 2    | 0    | 0  | —      | —      | —    | —    | 14   | 2    |
| 보아비스타                 | 2007–08   | 26   | 8    | 1    | 0  | 0      | 0      | —    | —    | 27   | 8    |
| 벤피카                     | 2008–09   | 15   | 1    | 0    | 0  | 2      | 1      | 4    | 0    | 21   | 2    |
| 벤피카                     | 2009–10   | 0    | 0    | 0    | 0  | 0      | 0      | 0    | 0    | 0    | 0    |
| 벤피카                     | 합계      | 15   | 1    | 0    | 0  | 2      | 1      | 4    | 0    | 21   | 2    |
| 비토리아 기마랑이스 (임대) | 2010–11   | 14   | 2    | 4    | 0  | 2      | 0      | —    | —    | 20   | 2    |
| 그라나다                   | 2011–12   | 0    | 0    | 1    | 0  | —      | —      | —    | —    | 1    | 0    |
| 아베스                     | 2013–14   | 41   | 3    | 4    | 0  | 0      | 0      | —    | —    | 45   | 3    |
| 아베스                     | 2014–15   | 37   | 2    | 1    | 0  | 3      | 0      | —    | —    | 41   | 2    |
| 아베스                     | 합계      | 78   | 5    | 5    | 0  | 3      | 0      | —    | —    | 86   | 5    |
| 아틀레티쿠                 | 2015–16   | 39   | 4    | 0    | 0  | 2      | 0      | —    | —    | 41   | 4    |
| 파렌스                     | 2016–17   | 22   | 8    | 3    | 2  | —      | —      | —    | —    | 25   | 10   |
| 경력 합계                  | 경력 합계 | 361  | 45   | 22   | 2  | 9      | 1      | 4    | 0    | 396  | 48   |

## 수상
벤피카
- 타사 다 리가: 2008–09

비토리아 기마랑이스
- 타사 드 포르투갈 준우승: 2010–11

포르투갈 U-21
- 툴롱 유망주 대회: 2001